# Эозинофильная пневмония
Эозинофильная пневмония — заболевание, при котором происходит накопление эозинофилов (одного из типов лейкоцитов) в лёгочных альвеолах. Различают несколько типов эозинофильной пневмонии, наблюдающихся во всех возрастных группах. В клинической картине эозионфильной пневмонии наиболее часто отмечаются кашель, лихорадка, одышка и ночная потливость. Диагноз эозинофильной пневмонии ставится на основании клинической картины, физикального осмотра, показателей клинического анализа крови и радиологических признаков. Большинство типов эозинофильной пневмонии распознаются и поддаются лечению кортикостероидами, в связи с чем прогноз этого заболевания хороший.

## Типы эозинофильной пневмонии
Эозинофильная пневмония разделяется на несколько различных типов с учётом этиологии. В числе известных причин — лекарственные средства и химические агенты из окружающей среды, паразитарные инфекции и злокачественные опухоли. Эозинофильная пневмония также может иметь аутоиммунный характер (синдром Чарга—Стросса). При отсутствии видимой причины, эозионфильная пневмония носит название идиопатической. В зависимости от клинической картины, различают острую и хроническую идиопатические эозинофильные пневмонии.

## Патогенез
Эозинофильная пневмония может развиваться различными путями в зависимости от фоновой причины заболевания. Считается, что эозинофилы играют ключевую роль в защите организма от паразитарных инфекций. Многие заболевания, в том числе бронхиальная астма и экзема, обусловлены чрезмерной реакцией эозинофилов на окружающие триггеры и высвобождением избытка биологически активных веществ (цитокинов), в частности, гистамина. В целом, любая эозинофильная пневмония обусловлена чрезмерной эозинофильной реакцией или дисфункцией лёгких.

### Эозинофильная пневмония вследствие воздействий окружающей среды и медикаментов
Лекарственные средства, токсикомания и воздействия окружающий среды могут нарушать реактивность эозинофилов. Нестероидные противовоспалительные препараты (ибупрофен, нитрофурантоин, фенитоин, L-триптофан, даптомицин), ампициллин и ингаляционные наркотики (героин, кокаин) могут вызывать аллергический ответ, приводящий к эозинофильной пневмонии. Также к провоцирующим химическим факторам относят сульфиты, силицилат алюминия и сигаретный дым. Наблюдался случай эозинофильной пневмонии у нью-йоркского пожарного после вдыхания им пыли при катастрофе 11 сентября 2001 года.

### Паразитарные инфекции
Различают три механизма развития эозинофильной пневмонии при паразитозах — инвазия паразитов в лёгкие, их временное обитание в лёгких в рамках жизненного цикла или попадание в лёгочную ткань через кровоток. Эозинофилы мигрируют в лёгочную ткань для борьбы с паразитами, что приводит к развитию эозинофильной пневмонии. К паразитам, внедряющимся в лёгкие, относятся лёгочный сосальщик (возбудитель лёгочного парагонимоза), ленточные черви эхинококк (Echinococcus) и свиной цепень (Taenia solium). К паразитам, временно заселящимся в лёгкие в ходе жизненного цикла, относятся человеческие аскариды (Ascaris lumbricoides), кишечные угрицы (Strongyloides stercoralis), анкилостомы (Ancylostoma duodenale) и некаторы (Necator americanus). Эозинофильная пневмония, вызванная паразитами этой группы, часто носит название синдрома Лёффлера. Паразиты из третьей группы попадают в лёгочную ткань посредством заноса массивных скоплений яиц через кровоток. К таким паразитам относятся трихинеллы (Trichinella spiralis), кишечные угрицы (Strongyloides stercoralis), человеческие аскариды (Ascaris lumbricoides), анкилостомы и шистосомы.

### Острая и хроническая эозинофильные пневмонии
Причины этих типов эозинофильной пневмонии неизвестны. Возможно, по крайней мере острая эозинофильная пневмония развивается в результате воздействия какого-то неустановленного фактора окружающей среды.

## Клиническая картина
Большинство типов эозинофильной пневмонии имеют схожую симптоматику. В клинической картине преобладают кашель, лихорадка, одышка и ночная потливость. Острая эозинофильная пневмония обычно развивается быстро. Через одну-две недели после начала кашля и повышения температуры развивается тяжёлая дыхательная недостаточность, требующая искусственной вентиляции лёгких. Хроническая эозинофильная пневмония развивается более медленно, в течение нескольких месяцев, проявляясь лихорадкой, кашлем, одышкой, хрипами и снижением массы тела. Часто у пациентов с хронической эозинофильной пневмонией до постановки верного диагноза ошибочно диагностируется бронхиальная астма.
Медикаментозная эозинофильная пневмония и пневмония, спровоцированная факторами окружающей среды, имеет схожую клиническую картину и возникает на фоне воздействия известного провоцирующего фактора. Эозинофильная пневмония, обусловленная паразитарной инфекцией, имеет схожий продром, дополняющий различную симптоматику паразитарных инвазий. Эозинофильная пневмония, сопровождающая рак, часто развивается на фоне уже известного диагноза рака лёгкого, шейки матки и т. д.

## Диагностика
Эозионфильная пневмония диагностируется при выявлении эозинофилии в клиническом анализе крови и патологических изменений при рентгенографии и КТ; при обнаружении эозинофилии лёгочной ткани в лёгочном биоптате; при обнаружении повышенного содержания эозинофилов в жидкости, полученной при бронхоскопии (бронхоальвеолярном лаваже). Взаимосвязь заболевания с приёмом лекарственных препаратов или неопластическим процессом обычно выявляется при анализе истории болезни пациента. Специфические паразитарные инфекции выявляются в результате выяснения возможных контактов пациента с паразитами и лабораторных исследований. Если причина не выявляется, выставляется диагноз острой или хронической идиопатической эозинофильной пневмонии.
Острая эозинофильная пневмония сопровождается дыхательной недостаточностью, обычно развивающейся менее чем через неделю после повышения температуры тела; мультифокальным поражением лёгких и гидротораксом по данным рентгенографии; превышением 25 % эозинофилов при бронхоальвеолярном лаваже. Помимо этого, типично обнаружение лейкоцитоза в общем анализе крови, повышение СОЭ, увеличение уровня иммуноглобулина E. Спирометрия обычно обнаруживает рестриктивный процесс с уменьшением диффузионной способности окиси углерода.
Для хронической эозинофильной пневмонии характерно длительное, более одного месяца, течение. При лабораторных исследованиях выявляется эозинофилия крови, высокая СОЭ, железодефицитная анемия и тромбоцитоз. При рентгенографии фокусы затемнения могут обнаруживаться в различных отделах лёгочных полей, однако наиболее типична их периферическая локализация.

## Лечение
При связи эозинофильной пневмонии с другим заболеванием (опухолью или паразитарной инфекцией), лечение основного заболевания способствует регрессии эозинофильного поражения лёгких.
При идиопатических эозинофильных пневмониях терапия кортикостероидами позволяет достичь быстрой, в течение одного-двух дней, регрессии симптомов. Используются как внутривенные (метилпреднизолон), так и оральные (преднизон) кортикостероиды. При острой эозинофильной пневмонии, лечение обычно продолжается в течение месяца после исчезновения симптомов и нормализации рентгенографической картины. При хронической эозинофильной пневмонии, лечение обычно продолжается на протяжении трех месяцев после клинико-рентгенологической регрессии симптомов (обычно — в пределах четырёх месяцев в целом). Ингаляционные стероиды (флутиказон) эффективны в случае рецидива заболевания после отмены орального преднизона. При обширном поражении лёгочной ткани и выраженной дыхательной недостаточности может потребоваться искусственная вентиляция лёгких.

## Прогноз
Прогноз эозинофильной пневмонии, обусловленной паразитозом или опухолью, сопряжён с прогнозом этих заболеваний. Смертность от идиопатических эозинофильных пневмоний при адекватном лечении минимальна. Хроническая эозинофильная пневмония часто рецидивирует на фоне отмены преднизона, в связи с чем многим пациентам может быть показана пожизненная терапия. Длительный приём преднизона вместе с тем вызывает множество побочных эффектов, в том числе склонность к инфекциям, остеопороз, язвенное поражение желудка и изменения внешности.

## Эпидемиология
Эозинофильная пневмония — редкое заболевание. Паразитарные эозинофильные пневмонии распространены в регионах, эндемичных для определённых паразитов. Острые эозинофильные пневмонии развиваются в любом возрасте, даже у ранее здоровых детей, хотя наиболее часто заболевание наблюдается у пациентов в возрасте 20 — 40 лет. Мужчины страдают приблизительно вдвое чаще, чем женщины. Острая эозинофильная пневмония ассоциирована с курением. Хроническая эозинофильная пневмония развивается чаще у женщин, чем у мужчин, и не связана с курением. Описывается взаимосвязь заболевания с лучевой терапией по поводу рака молочной железы.

## История
Хроническая эозинофильная пневмония впервые описана Каррингтоном в 1969 году, и также известна под названием «синдром Каррингтона». До этого эозинофильная пневмония была подробно описанным заболеванием, которое обычно ассоциировалось с паразитозами и приёмом лекарственных средств. Острая эозинофильная пневмония впервые описана в 1989 году.